# Hermann Gollancz
Hermann Gollancz, född 30 november 1852 i Bremen, död 15 oktober 1930 i London, var en brittisk-judisk orientalist. Han var bror till Israel Gollancz och farbror till Victor Gollancz.
Gollancz var en produktiv vetenskaplig författare. Han blev professor i hebreiska vid University College i London 1902 och verkade även som rabbin 1892–1923. Gollancz adlades 1922.